# Семыкино (Оренбургская область)
Семыкино — деревня в Северном районе Оренбургской области России. Входит в состав Новодомосейкинского сельсовета.

## География
Деревня находится в северо-западной части Оренбургской области, в пределах Бугульминско-Белебеевской возвышенности, в степной зоне, на правом берегу реки Тумбарлинки, к западу от автотрассы М5, на расстоянии примерно 40 километров (по прямой) к северо-востоку от села Северного, административного центра района. Абсолютная высота — 315 метров над уровнем моря.
Климат
Климат характеризуется как континентальный с продолжительной морозной зимой, тёплым летом и относительно короткими весной и осенью. Продолжительность безморозного периода составляет 115—125 дней. Среднегодовое количество атмосферных осадков превышает 400 мм.
Часовой пояс
Деревня Семыкино, как и вся Оренбургская область, находится в часовой зоне МСК+2. Смещение применяемого времени относительно UTC составляет +5:00.

## Население
| 2010 |
| ---- |
| 0    |